# Cara a cara
Cara a cara (títol original en suec: Ansikte mot ansikte) és una pel·lícula sueca dirigida per Ingmar Bergman, Oscar a la millor pel·lícula de parla no anglesa el 1976. Ha estat doblada al català.

## Argument
Jenny és psicòloga, casada amb un talentós col·lega, i mare d'una adolescent. El marit està en un congrés a Chicago, i la filla en un campament d'equitació. Ella va a viure a casa dels seus avis, al vell pis que tenen a la ciutat, i allí espera poder treballar en pau.
La primera nit a casa dels avis la desperta una dona desconeguda que va prenent forma a l'habitació i intenta dir-li alguna cosa. L'endemà Jenny parla amb el seu col·lega, el doctor Wankel, sobre Maria, un cas de la seva clínica psiquiàtrica. Jenny té un violent enfrontament amb Maria i després va a una festa a casa de la dona del doctor Wankel. Allí es troba amb un altre metge, Tomas Jacobi, parent del seu pacient Maria. Sopen junts i després van a casa de Tomas. Al matí la desperta el telèfon i la criden al seu xalet buit.
Allà troba María i dos homes. Un d'ells intenta violar a Jenny. Atordida, truca a Tomas Jacobi. Es troba en un concert la mateixa nit. Tornen al xalet de Tomas. Aquest li dona uns somnífers a Jenny i, quan s'han anat al llit, ella li explica a Tomas l'intent de violació, i es posa a riure. El riure es transforma en sanglots convulsius. Tomas la porta a casa.
Quan la desperta la seva àvia, s'adona que ha dormit més de vint-i-quatre hores. És dissabte al matí i els avis van a passar el cap de setmana a casa d'uns amics. Jenny s'adorm de nou i la desperten les campanes el diumenge al matí. Telefona a Tomas i, quan ha penjat, la dona desconeguda està de nou a l'habitació. Espantada, Jenny dicta una carta al seu marit en el magnetòfon. Després pren totes les pastilles de dormir que té.
Jenny torna a la vida 43 hores més tard, en una unitat de vigilància intensiva. Té lloc enmig d'una tempesta de crits i convulsions. Quan torna a enfonsar-se en la seva letargia, es mou en somnis. La desperta la presència de Tomàs al seu costat. Somia amb els seus pares morts. Quan torna a despertar-se està amb ella el seu marit Erik que va arribar directament de l'aeroport. Parlen cansats per emocions i tristesa. Jenny torna a enfonsar-se en els seus somnis.
Jenny li parla a Tomàs de la seva infantesa. Torna a perdre el coneixement i entra en nous somnis. Va al seu enterrament. Tomas s'acomiada. Jenny rep la visita de la seva filla Anna. Li explica a la filla que ha intentat suïcidar-se. Parlen sense el més mínim contacte.
El mateix dia, Jenny torna al pis dels avis. Veu la solidaritat i companyerisme dels avis i els seus lents moviments camí del punt final de la vida. Durant un passeig torna a trobar-se amb la dona desconeguda. L'ajuda a creuar el carrer.

## Repartiment
- Liv Ullmann: doctora Jenny Isaksson
- Erland Josephson: doctor Tomas Jacobi
- Gunnar Björnstrand: l'avi
- Aino Taube: l'àvia
- Tore Segelcke: la senyora

## Premis i nominacions[calcitació]

### Premis
- 1977. Globus d'Or a la millor pel·lícula estrangera

### Nominacions
- 1977. Oscar al millor director per Ingmar Bergman
- 1977. Oscar a la millor actriu per Liv Ullmann
- 1977. Globus d'Or a la millor actriu dramàtica per Liv Ullmann
- 1977. BAFTA a la millor actriu per Liv Ullmann